# Камунта
Камунта (осет. Къæмунтæ) — село в Ирафском районе Республики Северная Осетия-Алания. Административный центр Галиатского сельского поселения.

## География
Село располагается в 44 км к юго-востоку от Чиколы, в верховьях Дигорского ущелья, на левом берегу реки Комидон, в так называемой области Уаллагком (осет. Уæллагком — «Верхнее ущелье»), являющейся частью исторической области — Дигория.

## Этимология
Название села, по мнению А. Д. Цагаевой, произошло от личного и основы фамильного имени — Камунон (осет. Къæмынон).

## История
Село ранее входило в Уаллагкомскую (Галиатскую) общину наряду с аулами Галиат, Дунта и Хонсар. Территория общины располагалась от села Фаснал, и далее по течению реки Сонгутидон до Кион-Хонского перевала.
По данным 1884 года в селениях общины было 218 дворов и 1719 жителей, земли — 251 десятина. Собственно село Камунта стало известно за пределами Кавказа с конца XIX века, благодаря обнаруженным здесь древним и средневековым предметам различных материальных культур.

## Население
| 2002 | 2010 | 2021 |
| ---- | ---- | ---- |
| 24   | ↗27  | ↗45  |

## Археологические памятники
На территории Камунты находилось поселения культур бронзового и железного веков на Северном Кавказе — кобанской (XIII/XII — III вв. до н. э.).
Непосредственно Камунтское древнее поселение относится к позднебронзовой эпохе. В связи с тем, что нынешняя Камунта строилась на месте древнего поселения, многие остатки памятников этой культуры оказались уничтожены и доступ современным археологам к ним несколько затруднён. Вокруг села археологами также обнаружены различные могильники, где, среди прочих артефактов, была найдена знаменитая бронзовая фигура оленя.
Помимо кобанских, здесь присутствуют археологические памятники культуры алан V/VI — XI веков. В катакомбных захоронениях родовой аланской знати были обнаружены керамика, ювелирные изделия, фрагменты орнаментированных тканей, золотые украшения и монеты из различных регионов: византийские V—IX веков, сасанидские VI века и аббасидские серебряные диргемы VIII века.
- Объекты культурного наследия федерального значения (археология)[12]

1. Могильники III—IX вв. — близ с. Камунта и между с. Камунта и Галиат
2. Могильник III—IX вв. — близ с. Камунта

- Объекты культурного наследия федерального значения (архитектура)

Архитектурный комплекс:	с. Камунта, северная окраина
1. Могильник склеповый, Склепы наземные (четыре), Склепы полуподземные (пять), Цырты-памятные столбы (два)
2. Замок (галуан) с церковью

- Выявленные объекты культурного наследия (история)

Обелиск советским воинам, павшим в Великой Отечественной войне 1941-1945 г.г. — у сельской школы.

## Современность
Исследователи-журналисты Р. Г. Грачева и Т. Г. Нефедова, побывавшие в 2007 году в ауле Камунта, сообщали о проживающих здесь 6-ти семьях, и школе, в которой учится всего два ученика.

## Известные уроженцы
- Бекмурзаев Иван Саввич - полковник, начальник артиллерии 41-й танковой дивизии.
- Бекмурзов Михаил Гаврилович  — Заслуженный мастер спорта СССР (1965) и Заслуженный тренер СССР (1984) по вольной борьбе.
- Бекмурзов Афанасий (Афон) Гаврилович (1918-2007) - писатель, поэт, сооснователь и заместитель председателя Северо-Осетинской республиканской ассоциации жертв политрепрессий "Номаран".[14]

## Интересные факты
- 9 мая 2016 года, Патриотический клуб «РОДИНА» организовал в селе Камунта акцию «Бессмертный полк», зафиксированная в «Книге рекордов России», как самая высокогорная.
- 6 октября 2016 года российским спортсменам - чемпионам Олимпийских игр в Рио-де-Жанейро присвоено звание "Почётный гражданин села Камунта".